# Harzvorland

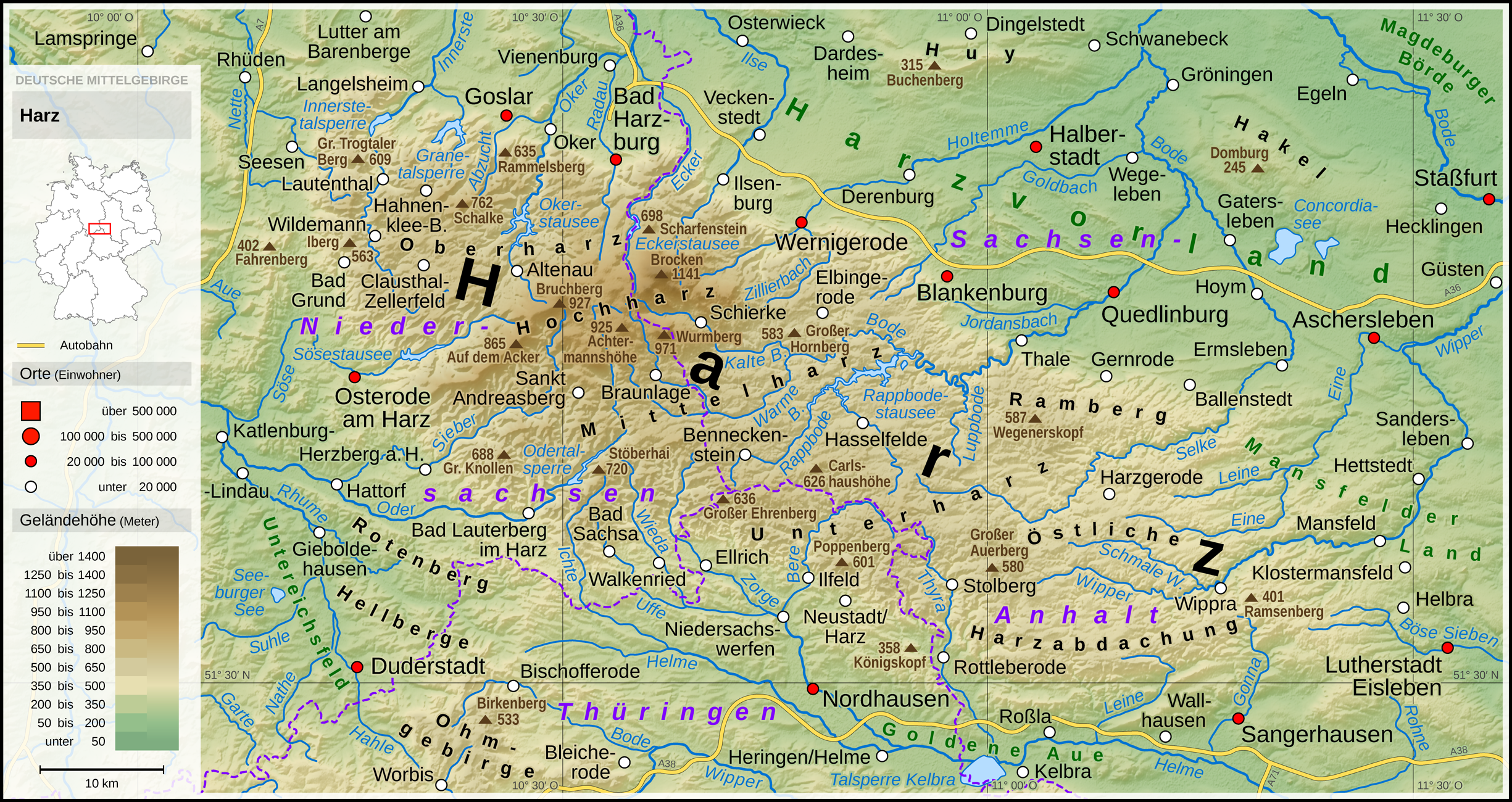
Der Harz

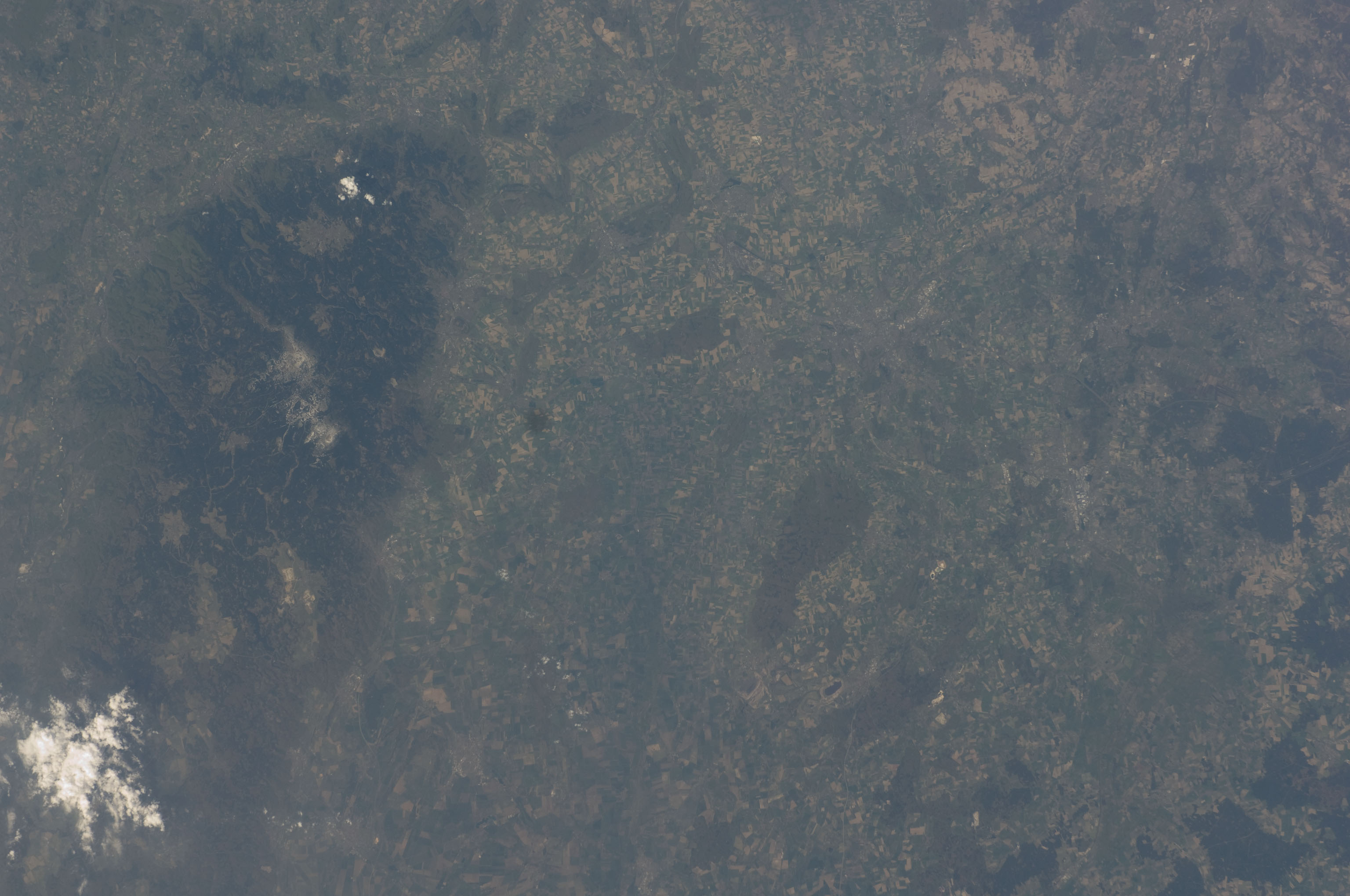
Das nördliche Harzvorland, aufgenommen im Rahmen der ISS‑Expedition 19 am 15. April 2009

Mit Harzvorland werden verschiedene an den Harz grenzende Landschaften bezeichnet – meistens in sehr vagem Gebrauch des Begriffs. 

## Landschaften
Nachfolgend sind die naturräumlichen Landschaften, die den Harz umgeben und zum Teil Harzvorland im Namen tragen, im Uhrzeigersinn, beginnend im Norden, aufgeführt. Die Nummerierung orientiert sich am Handbuch der naturräumlichen Gliederung Deutschlands und dient lediglich der Orientierung:
- 51 Nördliches Harzvorland, vom Harz nach Norden:
  - 510 Harzrandmulde[2][3]
  - 511 Großes Bruch[3]
  - 512 Ostbraunschweigisches Hügelland[3]
- (zu 50 Mitteldeutsches Schwarzerdegebiet)
  - 502 Nordöstliches Harzvorland
  - 500 Östliches Harzvorland
- (zu 47/48 Thüringer Becken (mit Randplatten)), vom Harz nach Süden:
  - 485 Südharzer Zechsteingürtel[2]
  - 488 Unteres Unstrut-, Berg- und Hügelland (O) und 485 Nordthüringer Hügelland (W) – je der Norden[2]
- (zu 37 Weser-Leine-Bergland)
  - 376 Südwestliches Harzvorland[2][4]
  - (zu 379 Innerstebergland)
    - 379.1 Bockenemer Land[4]
    - 379.2 Ringelheimer Bergland[4][2]

## Kulturlandschaftsraum
Der Kulturlandschaftsraum Nördliches Harzvorland umfasst ein 250 km² großes Gebiet. Diese Zuordnung zu den Kulturlandschaften in Niedersachsen hat der Niedersächsische Landesbetrieb für Wasserwirtschaft, Küsten- und Naturschutz (NLWKN) 2018 getroffen. Ein besonderer, rechtlich verbindlicher Schutzstatus ist mit der Klassifizierung nicht verbunden.

## Belege
1. ↑  Emil Meynen, Josef Schmithüsen (Herausgeber): Handbuch der naturräumlichen Gliederung Deutschlands. Bundesanstalt für Landeskunde, Remagen/Bad Godesberg 1953–1962 (9 Lieferungen in 8 Büchern, aktualisierte Karte 1:1.000.000 mit Haupteinheiten 1960).
2. 1 2 3 4 5  Jürgen Spönemann: Geographische Landesaufnahme: Die naturräumlichen Einheiten auf Blatt 100 Halberstadt. Bundesanstalt für Landeskunde, Bad Godesberg 1970. → Online-Karte (PDF; 4,7 MB)
3. 1 2 3  Theodor Müller: Geographische Landesaufnahme: Die naturräumlichen Einheiten auf Blatt 87 Braunschweig. Bundesanstalt für Landeskunde, Bad Godesberg 1962. → On line-Karte (PDF; 4,8 MB)
4. 1 2 3  Jürgen Hövermann: Geographische Landesaufnahme: Die naturräumlichen Einheiten auf Blatt 99 Göttingen. Bundesanstalt für Landeskunde, Bad Godesberg 1963. → Online-Karte (PDF; 4,1 MB)
5. ↑  Christian Wiegang: K39 Nördliches Harzvorland in: Kulturlandschaftsräume und historische Kulturlandschaften landesweiter Bedeutung in Niedersachsen. Landesweite Erfassung, Darstellung und Bewertung, Hannover, 2019, S. 304–307